# Chinesische Küstenwache
Die chinesische Küstenwache (chinesisch 中国人民武装警察部队海警总队, Pinyin Zhōngguó Rénmín Wǔzhuāng Jǐngchá Bùduì Hǎijǐng Zǒngduì) ist Teil der Bewaffneten Volkspolizei und damit der Zentralen Militärkommission unterstellt. Die Volksrepublik China unterhält die mit Abstand größte Küstenwache der Welt.  Bei den zahlreichen territorialen Konflikten zur See setzt China inzwischen verstärkt die nur schwach bewaffnete Küstenwache ein, wohl um Eskalationsgefahren zu verringern.
Der offizielle englische Name ist Chinese People’s Armed Police Force Coast Guard Corps (PAPCGC), aber China Coast Guard Bureau/China Coast Guard (CCGB/CCG) werden für den allgemeinen Gebrauch beibehalten.

## Aufgaben
Die chinesische Küstenwache soll chinesische Hoheitsansprüche zur See durchsetzen (was insbesondere mehrere umstrittene Gebiete und Inseln im Südchinesischen Meer betrifft), die Fischerei schützen, Piraterie bekämpfen und allgemein das Seerecht durchsetzen. Im Kriegsfall dürfte ihr die Aufgabe der Abschirmung größerer Seegebiete und der Durchsetzung des Kriegsrechts zur See zukommen.
Die Aufgaben der chinesischen Küstenwache sind zudem:
- Seepolizeiliche Maßnahmen und Schiffsinspektionen
- Sicherheit in Häfen und an der Küste
- Forschung und Vermessung
- Search and Rescue

## Organisation

### Kommandos
Nach der Reform im Jahr 2018 besteht die chinesische Küstenwache aus drei Seekommandos (Unterbüros) und untergeordneten Abteilungen (örtliche Ämter). Die genannten Bezeichnungen sind die offiziell verwendeten englischen Bezeichnungen. Die Name in Klammern werden üblicherweise verwendet.
- People’s Armed Police Coast Guard Corps East China Sea Command
(China Coast Guard East China Sea Subbureau)
  - Jiangsu Division (Jiangsu Coast Guard Bureau)
  - Shanghai Division (Shanghai CGB)
  - Zhejiang Division (Zhejiang CGB)
  - Fujian Division (Fujian CGB)
  - 1st Division (1st Direct Bureau)
  - 2nd Division (2nd Direct Bureau)
  - 1st Wing
- People’s Armed Police Coast Guard Corps South China Sea Command
(CCG South China Sea Subbureau)
  - Guangdong Division (Guangdong CGB)
  - Guangxi Division (Guangxi CGB)
  - Hainan Division (Hainan CGB)
  - 3rd Division (3rd DB)
  - 4th Division (4th DB)
  - 5th Division (5th DB)
  - 2nd Wing
- People’s Armed Police Coast Guard Corps  North China Sea Command
(CCG North China Sea Subbureau)
  - Liaoning Division (Liaoning CGB)
  - Tianjin Division (Tianjin CGB)
  - Hebei Division (Hebei CGB)
  - Shandong Division (Shandong CGB)
  - 6th Division (6th DB)
  - 3rd Wing

### Training
Die chinesische Küstenwache führt auch regelmäßig gemeinsame Schulungen mit anderen Seestreitkräften durch, darunter auch mit der US-Küstenwache. Die chinesische Küstenwache hat auch am jährlichen North Pacific Coast Guard Agencies Forum in Alaska teilgenommen, zusammen mit der US-amerikanischen, kanadischen, japanischen, südkoreanischen und russischen Küstenwache. Im Rahmen eines Austauschprogramms wurden Mitglieder der chinesischen Küstenwache auf Kuttern der US-Küstenwache eingesetzt.

## Geschichte
Die chinesische Küstenwache war von 1982 bis 2013 organisatorisch als maritime Abteilung der Bewaffneten Volkspolizei (PAP) dem Ministerium für öffentliche Sicherheit unterstellt. Entsprechende Kräfte gab es aber bereits seit der Gründung der Volksrepublik China im Jahr 1949. Die Chinesische Küstenwache wird seit etwa dem Jahr 2010 massiv modernisiert und mit großen Patrouillenschiffen ausgestattet.
Im März 2013 kündigte China an, eine einheitliche Küstenwache unter Einbeziehung von Kräften des Zolls und der Fischereiüberwachung unter dem Kommando der Staatlichen Ozeanverwaltung zu bilden. Die neue Küstenwache war seit Juli 2013 operativ. Am 1. Juli 2018 wurde die Küstenwache von der zivilen Kontrolle des Staatsrats und der Staatlichen Ozeanverwaltung wieder in die Bewaffnete Volkspolizei überführt und damit letztlich der Zentralen Militärkommission unterstellt.
Im Juni 2018 erhielt die chinesische Küstenwache den zivilen Strafverfolgungsbehörden vergleichbare Rechte, um illegale Aktivitäten zu bekämpfen, Ruhe und Ordnung aufrechtzuerhalten und die Sicherheit auf See zu gewährleisten, wenn sie Aufgaben im Zusammenhang mit der Nutzung der Meeresressourcen, dem Schutz der Meeresumwelt, der Regulierung der Fischerei und der Bekämpfung des Schmuggels wahrnimmt.
2019 warnten die Vereinigten Staaten China vor den Folgen des aggressiven und gefährlichen Vorgehens der chinesischen Küstenwache.
Am 22. Januar 2021 wurde ein Gesetz über die Küstenwache verabschiedet, das es den Schiffen der chinesische Küstenwache erlaubt, tödliche Gewalt gegen ausländische Schiffe anzuwenden, die dem Befehl, chinesische Gewässer zu verlassen, nicht Folge leisten.
Im Konflikt um das Scarborough-Riff und die gesamten Spratly-Inseln tritt die Chinesische Küstenwache zunehmend aggressiv auf. Am 22. Oktober 2023 kam es zu Kollisionen von zwei Schiffen der chinesischen Küstenwache mit einem philippinischen militärischen Versorgungsschiff und einem Schiff der philippinischen Küstenwache beim Scarborough-Riff. Die philippinischen Schiffe waren auf einer der regelmäßigen Versorgungsmissionen für die Soldaten an Bord der Sierra Madre. US-Präsident Joe Biden erklärte als Reaktion auf Kollisionen am 25. Oktober 2023 im Weißen Haus "Jeder Angriff auf philippinische Flugzeuge, Schiffe oder Streitkräfte wird sich auf unseren gegenseitigen Verteidigungsvertrag mit den Philippinen berufen".

## Ausrüstung

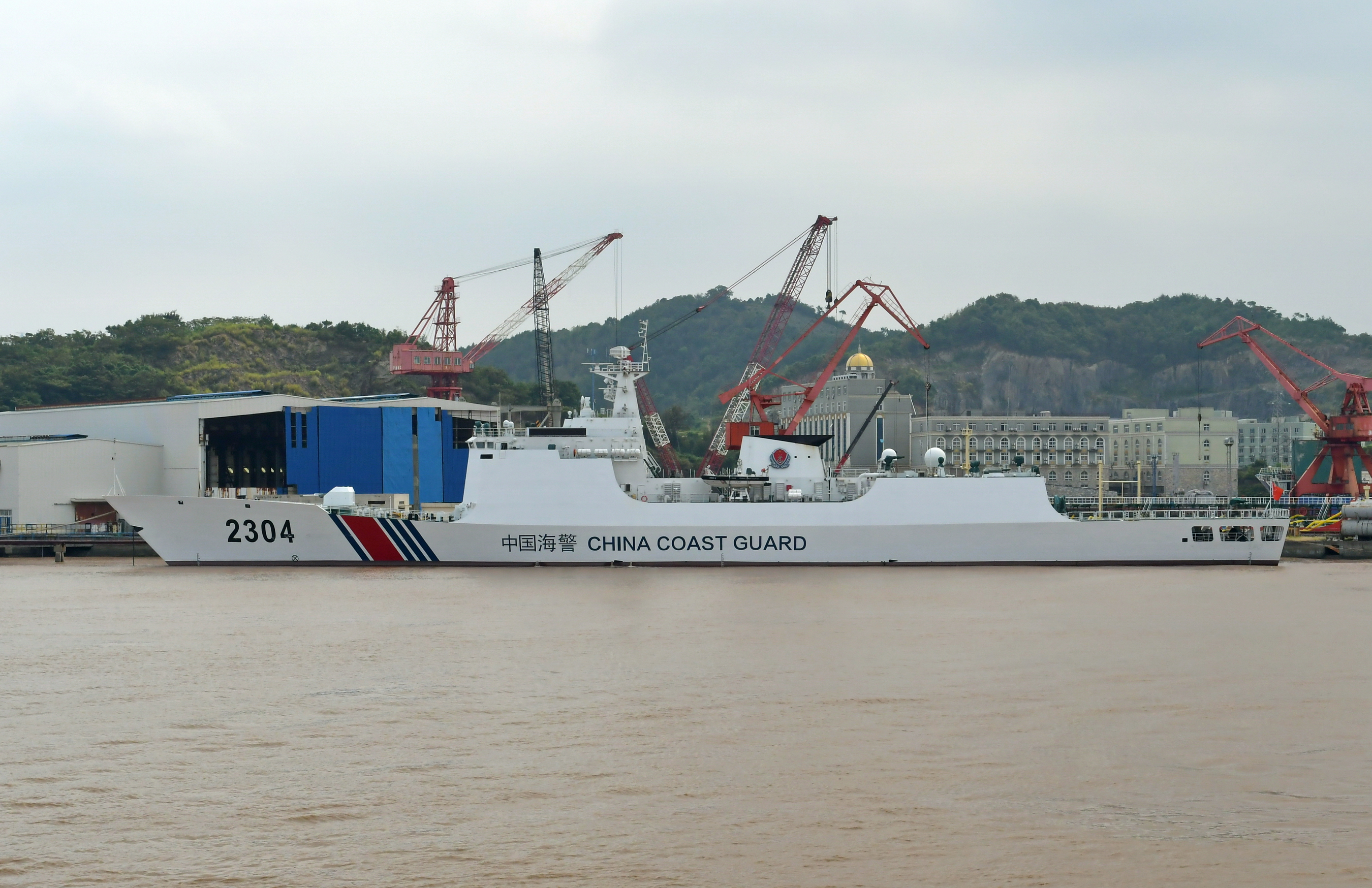
Schiff 2304 der chinesischen Küstenwache

2010 bis 2019 verdoppelte sich die Zahl der großen Patrouillenschiffe im Arsenal auf nach US-Einschätzung rund 130. Die größeren neuen Schiffe verfügen in der Regel über ein Hubschrauberdeck, leistungsstarke Wasserwerfer und über Schiffsgeschütze mit 30 bis 76 mm Kaliber sowie Maschinengewehre. Einige von ihnen wie die Schiffe der Zhaotou-Klasse (mit über 10.000 Tonnen) können auch außerhalb chinesischer Gewässer operieren. Im Jahr 2021 überstellte die Marine der Küstenwache 22 Korvetten aus frühen Baureihen des Typs 056.
Dazu kommen rund 70 schnelle, kleinere Patrouillenboote mit mehr als 500 Tonnen Verdrängung. Das US-Verteidigungsministerium erwartet bis zum Ende der 2020er Jahre die Indienststellung von bis zu 30 weiteren Einheiten in beiden Fahrzeugklassen.
Darüber hinaus betreibt die chinesische Küstenwache Hubschrauber des Typs Harbin Z-9 und Seefernaufklärungsflugzzeuge auf der Basis des Harbin Y-12-Transporters.